# Vammasjön (naturreservat)
Vammasjön är ett naturreservat i Åsele kommun i Västerbottens län.
Området är naturskyddat sedan 1995 och är 139 hektar stort. Reservatet omfattar sjön Lill-Vammasjön och sluttningar ner mot Stor-Vammasjön. Reservatet består av urskogsliknande gran- och barrblandskogar.